# Enrique Romero
Enrique Fernández Romero (Jerez de la Frontera, 1971. június 23. –) spanyol válogatott labdarúgó.
A spanyol labdarúgó-válogatott tagjaként részt vett a 2002-es labdarúgó-világbajnokságon.

## Sikerei, díjai
- Deportivo:
  - Spanyol bajnok: 1999-2000
  - Spanyol kupa : 2001-02
  - Spanyol szuperkupa : 2000, 2002